# ГЕС Памона 1 (Посо 1)
ГЕС Памона 1 (Посо 1) – гідроелектростанція, що споруджується в Індонезії у центральній частині острова Сулавесі. Знаходячись перед ГЕС Памона 2, становитиме верхній ступінь каскаду на річці Посо, яка дренує однойменне озеро та впадає до затоки Томімі (розділяє Північний та Східний півострови Сулавесі і відкривається на сході у Молуккське море).
В межах проекту річку за 14 км після виходу з озера перекриють греблею, яка здійснюватиме регулювання рівня води з операційним діапазоном від 506 до 510,5 метра НРМ. Враховуючи велику площу розташованої вище природної водойми – 362 км2 – навіть невелике коливання поверхні забезпечить значний корисний об’єм. Від греблі по правобережжю прямуватиме водовід довжиною 1,13 км з діаметром 6,2 метра, який сполучатиметься з запобіжним балансувальним резервуаром висотою 20 метрів та діаметром 15 метрів. Далі через напірний водовід довжиною 237 метрів з тим саме діаметром 6,2 метри ресурс надходитиме до напівзаглибленого машинного залу.
Основне обладнання станції становитимуть чотири турбіни типу Френсіс потужністю по 30 МВт (дві черги по два гідроагрегати), які при напорі у 50 метрів забезпечуватимуть виробництво 829 млн кВт-год електроенергії на рік.
Видача продукції відбуватиметься по ЛЕП, розрахованій на роботу під напругою 275 кВ.
Проект реалізує приватна компанія Kalla Group.